# Lymantria monacha
Espèce
Lymantria monacha, la Nonne, est une espèce de lépidoptères (papillons) de la famille des Erebidae, de la sous-famille des Lymantriinae, de la tribu des Lymantriini, et du genre Lymantria. C'est l'espèce type pour le genre.

## Description
Fort dimorphisme sexuel moins important que pour le bombyx disparate (Lymantria dispar). La femelle est plus grande et ses ailes antérieures plus colorées, avec un motif plus simple que chez le mâle.
- Corps velu et trapu, l'abdomen est brun rougeâtre maculé chez la femelle de points noirs, gris foncé chez le mâle. (Des formes mélaniques brun grisâtre et noires sont citées dans la littérature).
- Taille[1] : envergure de 45 à 55 mm pour la femelle, de 35 à 45 mm pour le mâle.
- Ailes : les antérieures sont blanches, ornées de motifs et lignes transversales sinueuses et de couleur foncée.

Les ailes postérieures sont blanches tirant sur le gris, ou brun grisâtre, avec de minuscules taches apicales foncées. 
- Antennes : courtes et dentelées (en forme de scie) chez la femelle, elles sont grandes et plumeuses chez le mâle.
- Chenille: au stade mature (30 à 35 mm de long), elle est brun clair à brun foncé. Sa tête est orange ornée et brun pâle constellée de petites taches noires. Elle est densément couverte de poils courts (noirs et blancs) sauf sur la zone prothoracique et anale où les poils sont plus longs.
Deux petites protubérances dorsales glandulaires bleutées sont présentes sur les quatre premiers segments abdominaux, alors que les segments 6 et 7 portent des glandes médio-dorsales orange. Une bande dorsale foncée orne le dos de la chenille, du 2e au 11e segment.
- Œuf : sphérique mais légèrement concave au centre, de 1 mm de diamètre, il est brun orangé à violacé au moment de la ponte, et prend peu à peu une teinte brun foncé[2],[3].Keena, M.A. 2003. Survival and development of Lymantria monacha (Lepidoptera: Lymantriidae) on North American and introduced Eurasian tree species J. Econ. Entomol.. 96(1): 43-52.

Confusion possible : 
- avec l'espèce proche Lymantria dispar, le Bombyx disparate.

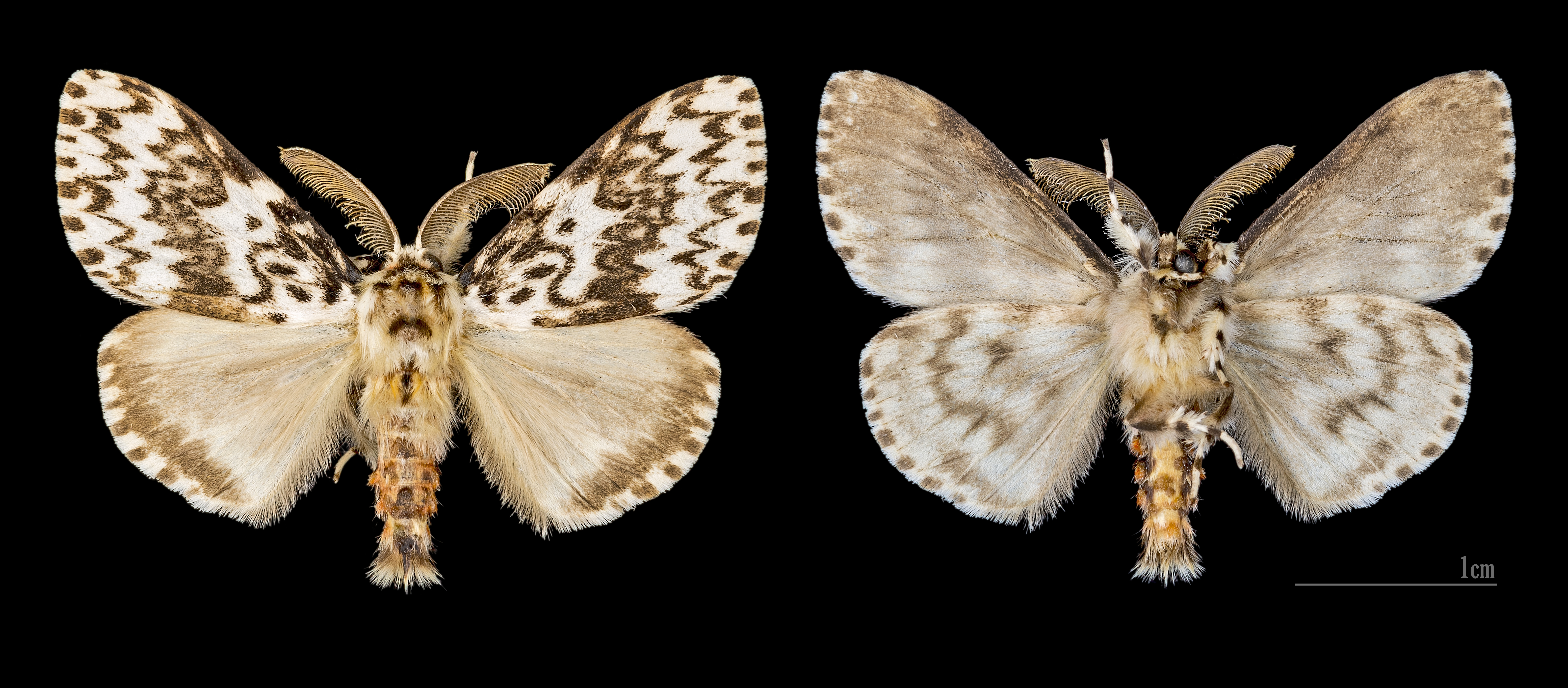
♂  Corse-du-Sud  MHNT
♀  Corse-du-Sud  MHNT
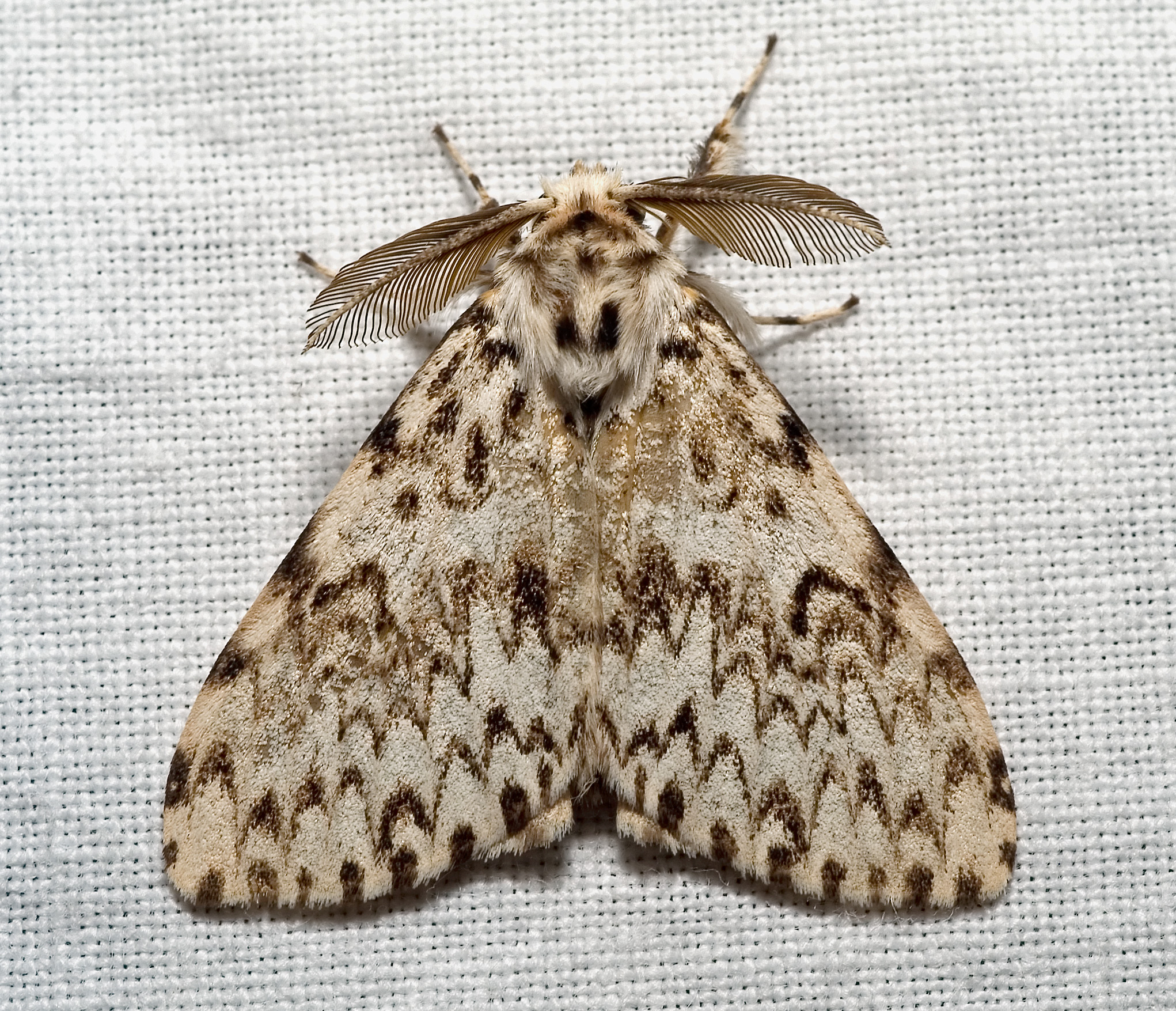
Le mâle est reconnaissable à ses antennes « en plumeau » (qui captent les phéromones émises par la femelle)
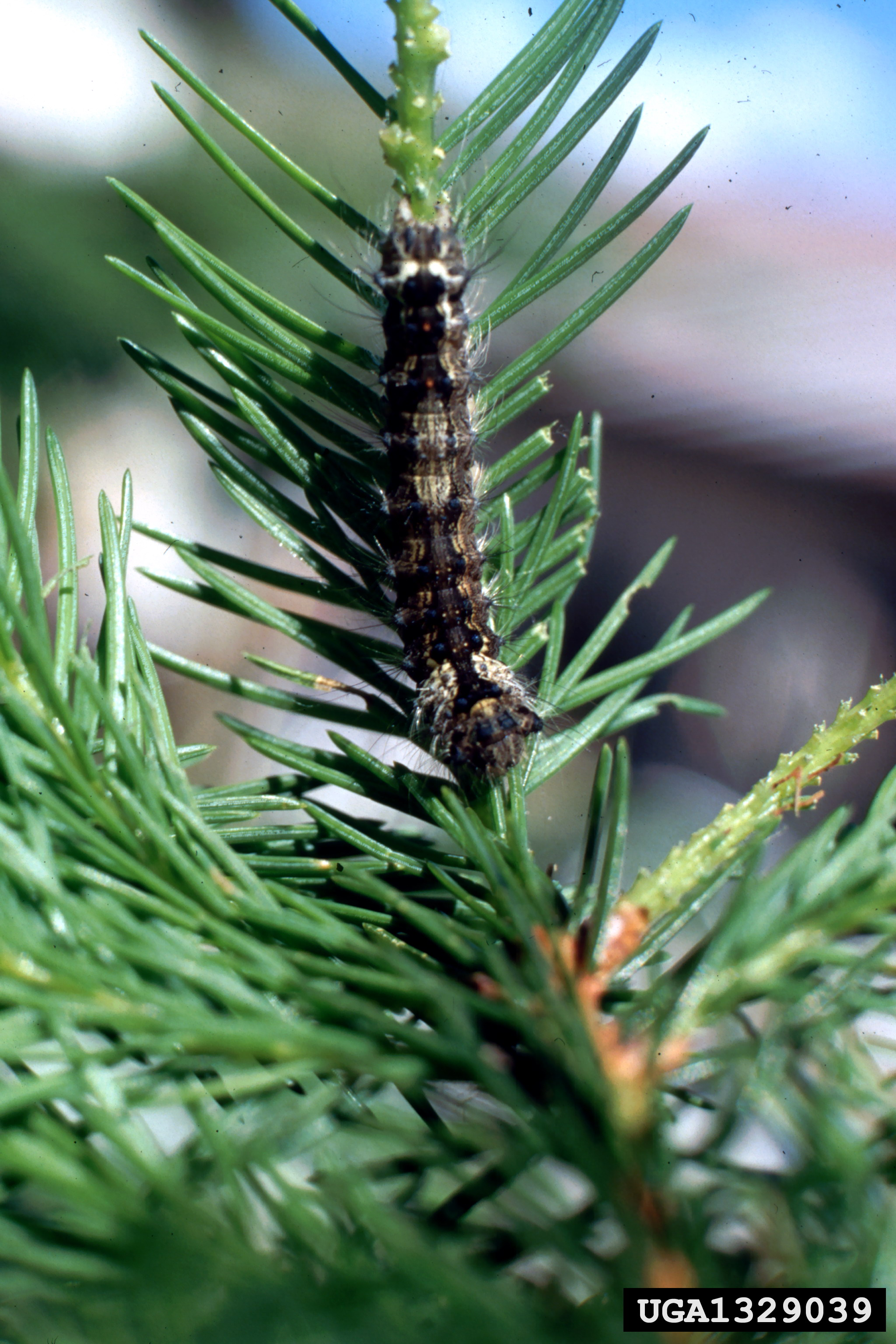
Chenille

## Répartition
Il est naturellement présent dans la partie paléarctique de l'Eurasie (nord de la Chine, du Japon ainsi qu'en Corée, Russie, nord de la Turquie et nord et plus rarement ouest de l'Europe). 

Il a été récemment introduit au Canada où il peut devenir ravageur, avec un potentiel localement d'espèce invasive.
Ce papillon est plutôt rare dans une grande partie de son aire potentielle de répartition, mais il peut localement proliférer (fruitiers ou haies monospécifiques, forêts ou massifs monospécifiques de résineux) dans le nord de son aire de répartition, notamment au Canada où il a été introduit.

## Biologie

### Reproduction
La femelle pond de nombreux œufs sur divers substrats (écorce ou écailles d'écorce d'arbres vivants ou de grumes, produits ligneux d'emballage, produits forestiers, conteneurs qui voyagent alors avec ces œufs).
À la différence d'autres bombyx, elle ne protège pas ses paquets d'œufs par une bourre de poils abdominaux. 
Sur les conifères, la ponte est généralement déposée sur la partie inférieure du fût et jusque dans le houppier en période d'infestation.

### Plantes-hôtes
Conifères : Picea, Larix, Abies, Pinus, Pseudotsuga et Taxus baccata. 

Les genres d'arbres feuillus Acer, Betula, Carpinus, Fagus, Fraxinus, Quercus, Ulmus, Malus, Prunus, et d'autres fruitiers peuvent aussi être consommés par cette espèce.
Quand elles éclosent sur des résineux, les chenilles du premier stade ne mangent que de jeunes aiguilles, délaissant les aiguilles produites les années antérieures. Aux second et troisième stades, les chenilles peuvent consommer de vieilles aiguilles, même si elles préfèrent les jeunes. Il arrive qu'elles ne mangent que la base de l'aiguille, l'aiguille tombant alors au sol. En cas d'infestation importante, le feuillage devient clairsemé et la cime de l'arbre se colore et prend une couleur rouille. Les arbres survivent à plusieurs défoliations de 50 % de leur feuillage plusieurs années consécutives, mais peuvent mourir après 4 ou 5 ans de défoliations intenses.

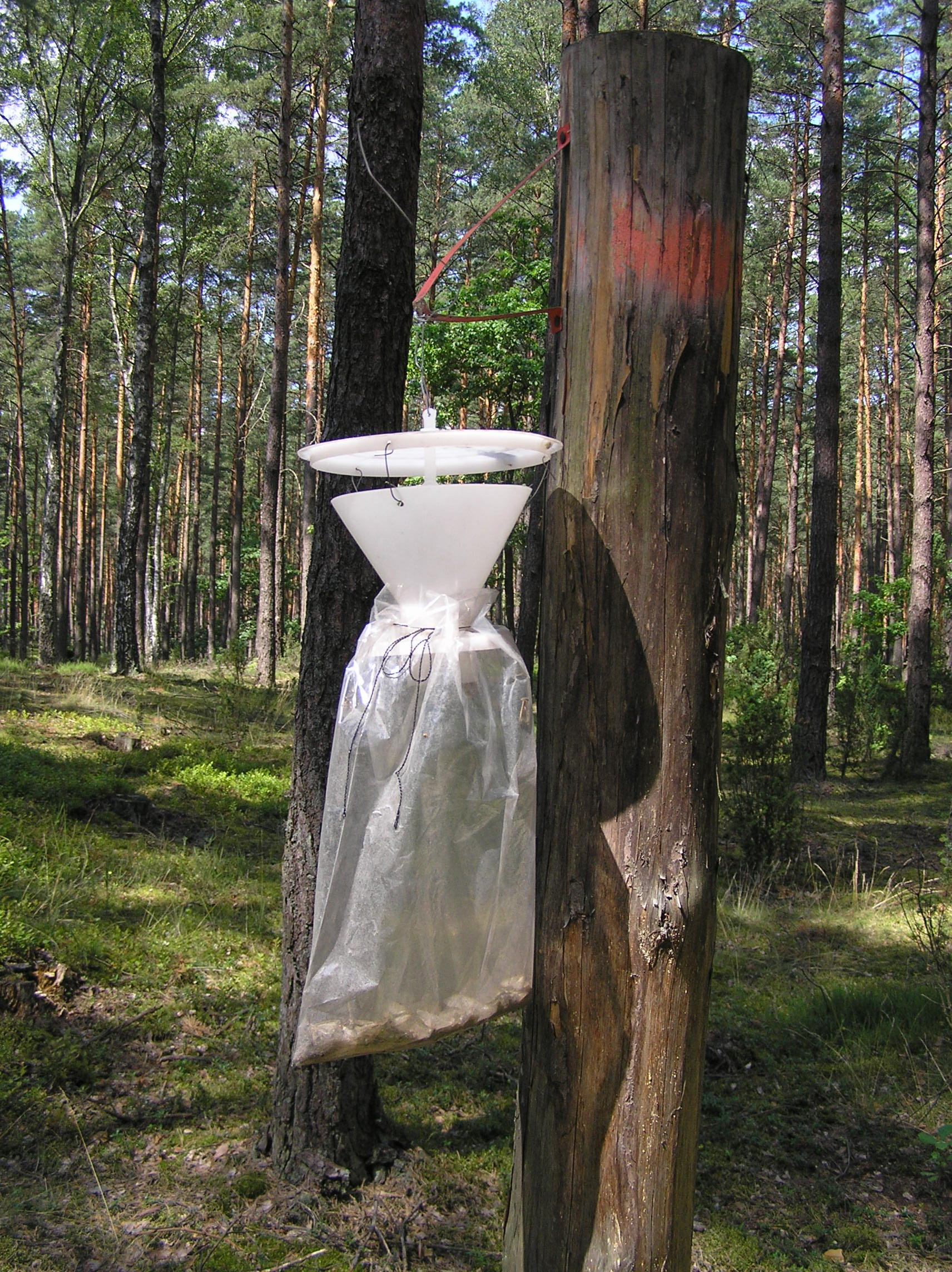
Piège (à phéromones) pour Lymantria monacha (Pologne)

### Activité
L'imago vient à la lumière.

## Systématique
L'espèce a été décrite par le naturaliste suédois Carl von Linné en 1758, sous le nom initial de Phalaena monacha.  

### Synonymie
- Phalaena monacha Linnaeus, 1758 Protonyme
- Liparis eremita Ochsenheimer, 1810[11]
- Bombyx nigra Freyer, 1833[12]
- Psilura monacha ab. atra Linstow, 1907[13]
- Lymantria monacha f. flavoabdominalis Schultz, 1910[14]
- Lymantria monacha ab. subfusca Schultz, 1910[14]
- Lymantria monacha ab. obsoleta Schultz, 1910[14]
- Lymantria monacha matuta Bryk, 1949[15]
- Lymantria monacha chosenibia Bryk, 1949[16]
- Lymantria monacha lateralis Bryk, 1949[17]
- Lymantria monacha idae Bryk, 1949[18]
- Lymantria monacha neirai Agenjo, 1959[19]
- Lymantria monacha ceballosi Agenjo, 1959[20]